# Lobus unilineatus
Lobus unilineatus är en tvåvingeart som beskrevs av Martin 1972. Lobus unilineatus ingår i släktet Lobus och familjen rovflugor.
Artens utbredningsområde är Kongo. Inga underarter finns listade i Catalogue of Life.